# Чемпіонат світу з легкої атлетики в приміщенні 1999
Чемпіонат світу з легкої атлетики в приміщенні 1999 відбувся 5-7 березня в японському місті Маебасі в арені «Грін Доум».

## Призери

### Чоловіки
| Дисципліни            | Золото                                                                              | Золото      | Срібло                                                        | Срібло      | Бронза                                                                                   | Бронза   |
| --------------------- | ----------------------------------------------------------------------------------- | ----------- | ------------------------------------------------------------- | ----------- | ---------------------------------------------------------------------------------------- | -------- |
| 60 метрів             | Моріс Грін США                                                                      | 6,42 CR     | Тім Гарден США                                                | 6,43        | Джейсон Гарденер Велика Британія                                                         | 6,46 EIR |
| 200 метрів            | Френкі Фредерікс Намібія                                                            | 20,10 CR    | Обаделе Томпсон Барбадос                                      | 20,26       | Кевін Літтл США                                                                          | 20,48    |
| 400 метрів            | Джеймі Баулч Велика Британія                                                        | 45,73       | Мілтон Кемпбелл США                                           | 45,99       | Алехандро Карденас Мексика                                                               | 46,02    |
| 800 метрів            | Йоган Бота ПАР                                                                      | 1.45,47     | Вілсон Кіпкетер Данія                                         | 1.45,49     | Ніко Мотчебон Німеччина                                                                  | 1.45,74  |
| 1500 метрів           | Хайле Гебрселассіє Ефіопія                                                          | 3.33,77 CR  | Лабан Ротіч Кенія                                             | 3.33,98     | Андрес Мануель Діас Іспанія                                                              | 3.34,46  |
| 3000 метрів           | Хайле Гебрселассіє Ефіопія                                                          | 7.53,57     | Пол Біток Кенія                                               | 7.53,79     | Мілліон Вольде Ефіопія                                                                   | 7.53,85  |
| 60 метрів з бар'єрами | Колін Джексон Велика Британія                                                       | 7,38 CR     | Реджі Торіан США                                              | 7,40        | Фальк Бальцер Німеччина                                                                  | 7,44     |
| 4×400 метрів          | СШААндре Морріс Дамеон Джонсон Деон Майнор Мілтон Кемпбелл Хадевіс Робінсон (забіг) | 3.02,83 WIR | ПольщаПйотр Хачек Яцек Бочан Пйотр Рисюкевич Роберт Мачков'як | 3.03,01 EIR | Велика БританіяАллін Кондон Соломон Варізо Адріан Патрік Джеймі Баулч Шон Болдок (забіг) | 3.03,20  |
| Стрибки у висоту      | Хав'єр Сотомайор Куба                                                               | 2,36        | В'ячеслав Воронін Росія                                       | 2,36        | Чарльз Остін США                                                                         | 2,33     |
| Стрибки з жердиною    | Жан Гальфйон Франція                                                                | 6,00 CR     | Джефф Гартвіг США                                             | 5,95        | Данні Еккер Німеччина                                                                    | 5,85     |
| Стрибки в довжину     | Іван Педросо Куба                                                                   | 8,62 CR     | Яго Ламела Іспанія                                            | 8,56 EIR    | Ерік Волдер США                                                                          | 8,30     |
| Потрійний стрибок     | Чарльз Фрідек Німеччина                                                             | 17,18       | Ламарк Картер США                                             | 16,98       | Жольт Цинглер Угорщина                                                                   | 16,98    |
| Штовхання ядра        | Олександр Багач Україна                                                             | 21,41       | Джон Годіна США                                               | 21,06       | Юрій Білоног Україна                                                                     | 20,89    |
| Семиборство           | Себастьян Хмара Польща                                                              | 6386        | Еркі Ноол Естонія                                             | 6374        | Роман Шебрле Чехія                                                                       | 6319     |

### Жінки
| Дисципліни            | Золото                                                                    | Золото      | Срібло                                                        | Срібло  | Бронза                                                       | Бронза  |
| --------------------- | ------------------------------------------------------------------------- | ----------- | ------------------------------------------------------------- | ------- | ------------------------------------------------------------ | ------- |
| 60 метрів             | Екатеріні Тану Греція                                                     | 6,96        | Ґейл Діверс США                                               | 7,02    | Філомена Менса Канада                                        | 7,07    |
| 200 метрів            | Йонела Тирля Румунія                                                      | 22,39       | Світлана Гончаренко Росія                                     | 22,69   | Полін Девіс Багамські Острови                                | 22,70   |
| 400 метрів            | Гріт Броєр Німеччина                                                      | 50,80       | Фалілат Огункоя Нігерія                                       | 51,25   | Джерл Майлз Кларк США                                        | 51,45   |
| 800 метрів            | Людмила Форманова Чехія                                                   | 1.56,90 CR  | Марія Мутола Мозамбік                                         | 1.57,17 | Наталія Циганова Росія                                       | 1.57,47 |
| 1500 метрів           | Габріела Сабо Румунія                                                     | 4.03,23 CR  | Вйолета Бекля Румунія                                         | 4.03,53 | Лідія Хоєцька Польща                                         | 4.05,86 |
| 3000 метрів           | Габріела Сабо Румунія                                                     | 8.36,42     | Захра Уазіз Марокко                                           | 8.38,43 | Реджина Джекобс США                                          | 8.39,14 |
| 60 метрів з бар'єрами | Ольга Шишигіна Казахстан                                                  | 7,86        | Глорі Алозі Нігерія                                           | 7,87    | Кетура Андерсон Канада                                       | 7,90    |
| 4×400 метрів          | РосіяТетяна Чебикіна Світлана Гончаренко Ольга Котлярова Наталія Назарова | 3.24,25 WIR | АвстраліяСьюзен Ендрюс Таня ван Геєр Тамсін Льюїс Кеті Фріман | 3.26,87 | СШАМонік Геннаган Мішель Коллінз Зандра Фейгін Шанель Портер | 3.27,59 |
| Стрибки у висоту      | Христина Калчева Болгарія                                                 | 1,99        | Зузана Главонова Чехія                                        | 1,96    | Тіша Воллер США                                              | 1,96    |
| Стрибки з жердиною    | Настя Рижих Німеччина                                                     | 4,50 CR     | Вала Флосадоттір Ісландія                                     | 4,45    | Ніколь Рігер НімеччинаЖужанна Сабо Угорщина                  | 4,35    |
| Стрибки в довжину     | Тетяна Котова Росія                                                       | 6,86        | Шана Вільямс США                                              | 6,82    | Іва Пранджева Болгарія                                       | 6,78    |
| Потрійний стрибок     | Ашія Гансен Велика Британія                                               | 15,02       | Іва Пранджева Болгарія                                        | 14,94   | Шарка Кашпаркова Чехія                                       | 14,87   |
| Штовхання ядра        | Світлана Кривельова Росія                                                 | 19,08       | Кристина Данильчик Польща                                     | 19,00   | Террі Стір США                                               | 18,86   |
| П'ятиборство          | Діді Натан США                                                            | 4753        | Ірина Белова Росія                                            | 4691    | Уршула Влодарчик Польща                                      | 4596    |

## Медальний залік
| Місце                | Країна               | Золото | Срібло | Бронза | Загалом |
| -------------------- | -------------------- | ------ | ------ | ------ | ------- |
| 1                    | США                  | 3      | 8      | 8      | 19      |
| 2                    | Росія                | 3      | 3      | 1      | 7       |
| 3                    | Румунія              | 3      | 1      | 0      | 4       |
| 4                    | Німеччина            | 3      | 0      | 4      | 7       |
| 5                    | Велика Британія      | 3      | 0      | 2      | 5       |
| 6                    | Ефіопія              | 2      | 0      | 1      | 3       |
| 7                    | Куба                 | 2      | 0      | 0      | 2       |
| 8                    | Польща               | 1      | 2      | 2      | 5       |
| 9                    | Чехія                | 1      | 1      | 2      | 4       |
| 10                   | Болгарія             | 1      | 1      | 1      | 3       |
| 11                   | Україна              | 1      | 0      | 1      | 2       |
| 12                   | Намібія              | 1      | 0      | 0      | 1       |
| 12                   | Греція               | 1      | 0      | 0      | 1       |
| 12                   | Казахстан            | 1      | 0      | 0      | 1       |
| 12                   | ПАР                  | 1      | 0      | 0      | 1       |
| 12                   | Франція              | 1      | 0      | 0      | 1       |
| 17                   | Кенія                | 0      | 2      | 0      | 2       |
| 17                   | Нігерія              | 0      | 2      | 0      | 2       |
| 19                   | Іспанія              | 0      | 1      | 1      | 2       |
| 20                   | Ісландія             | 0      | 1      | 0      | 1       |
| 20                   | Австралія            | 0      | 1      | 0      | 1       |
| 20                   | Барбадос             | 0      | 1      | 0      | 1       |
| 20                   | Данія                | 0      | 1      | 0      | 1       |
| 20                   | Естонія              | 0      | 1      | 0      | 1       |
| 20                   | Марокко              | 0      | 1      | 0      | 1       |
| 20                   | Мозамбік             | 0      | 1      | 0      | 1       |
| 27                   | Канада               | 0      | 0      | 2      | 2       |
| 27                   | Угорщина             | 0      | 0      | 2      | 2       |
| 29                   | Багамські Острови    | 0      | 0      | 1      | 1       |
| 29                   | Мексика              | 0      | 0      | 1      | 1       |
| Загалом (30 збірних) | Загалом (30 збірних) | 28     | 28     | 29     | 85      |